# Tetra Pak
Tetra Pak ist ein international tätiges Schweizer Unternehmen mit schwedischen Wurzeln, das Anlagen zur industriellen Lebensmittelverarbeitung und -verpackung sowie Lebensmittelverpackungen selbst herstellt und vertreibt. Der Markenname fand als Gattungsname für Getränkekartons im Allgemeinen Eingang in den deutschen Sprachgebrauch.
Das Unternehmen ist Teil der Tetra Laval Group und dessen grösster Teilbereich.
Der Hauptsitz der Tetra-Laval-Gruppe und des Unternehmens Tetra Pak International befindet sich heute in Pully bei Lausanne in der Schweiz. Tetra Pak beschäftigt über 24'000 Mitarbeiter und erwirtschaftete 2024 einen Umsatz von 12,8 Milliarden Euro. Tetra Pak International gehört zu den 500 grössten Unternehmen in der Schweiz.

## Entwicklung

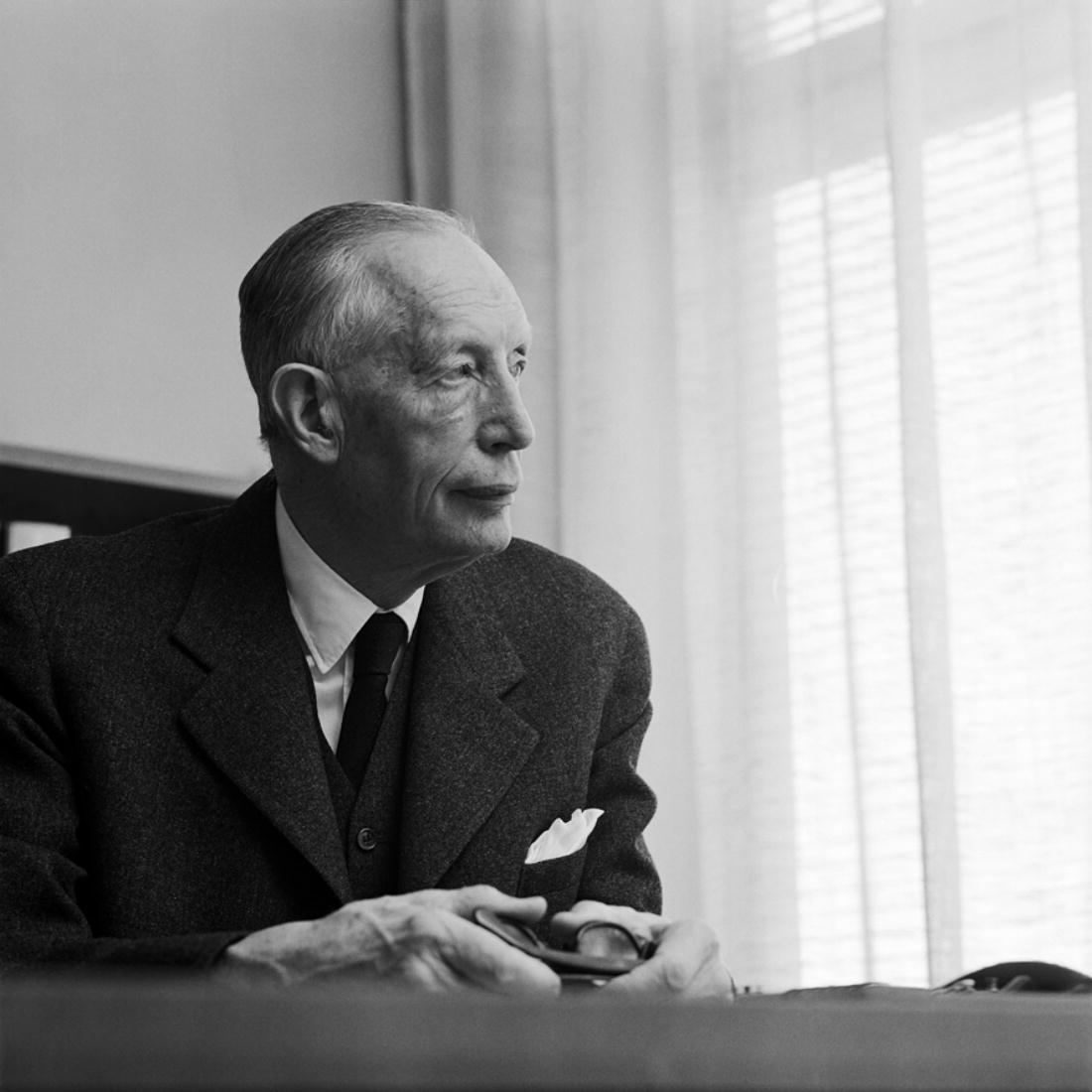
Tetra-Pak-Gründer Ruben Rausing

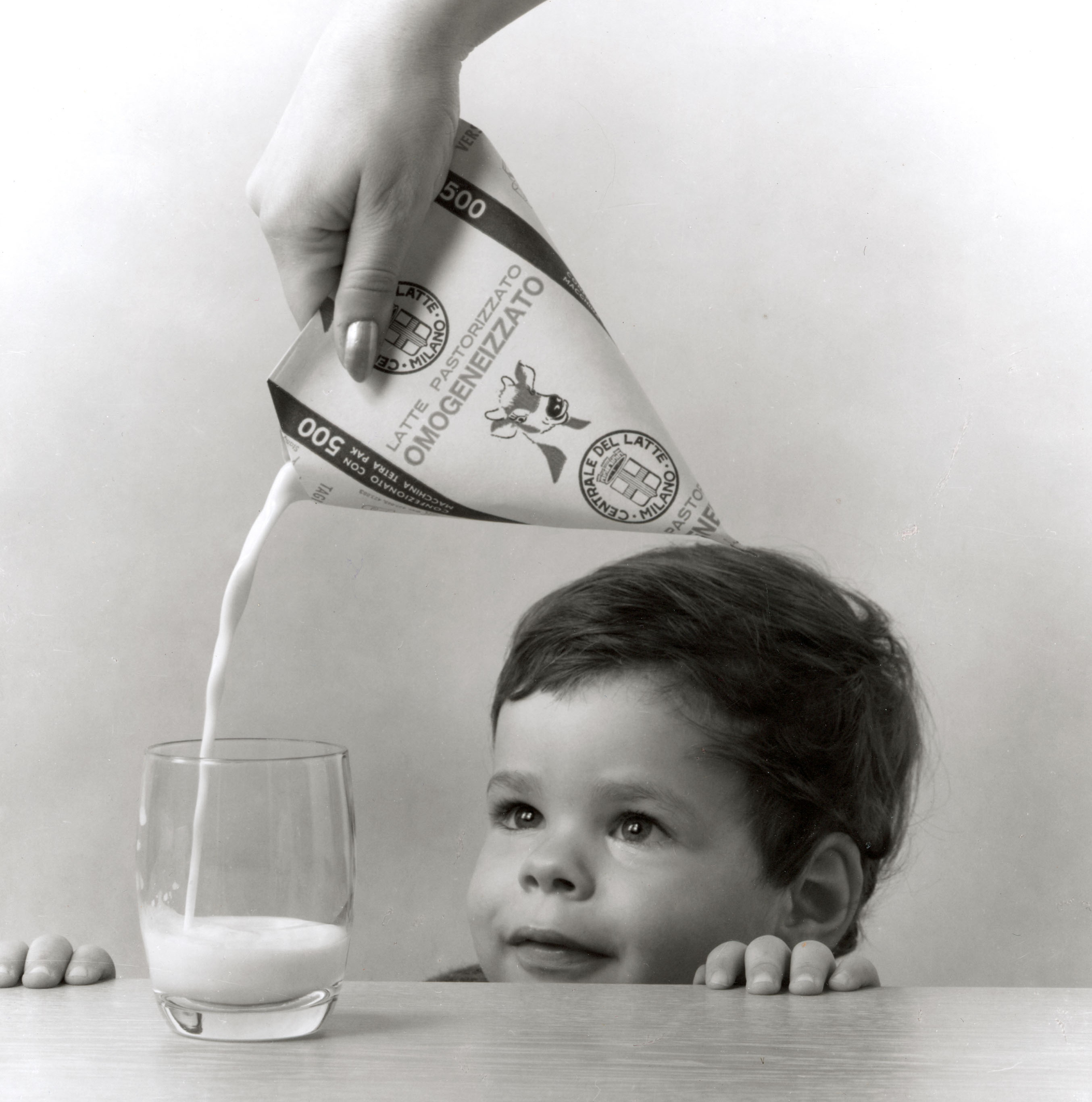
Milchpackung in klassischer Tetraeder-Form, 1960er Jahre

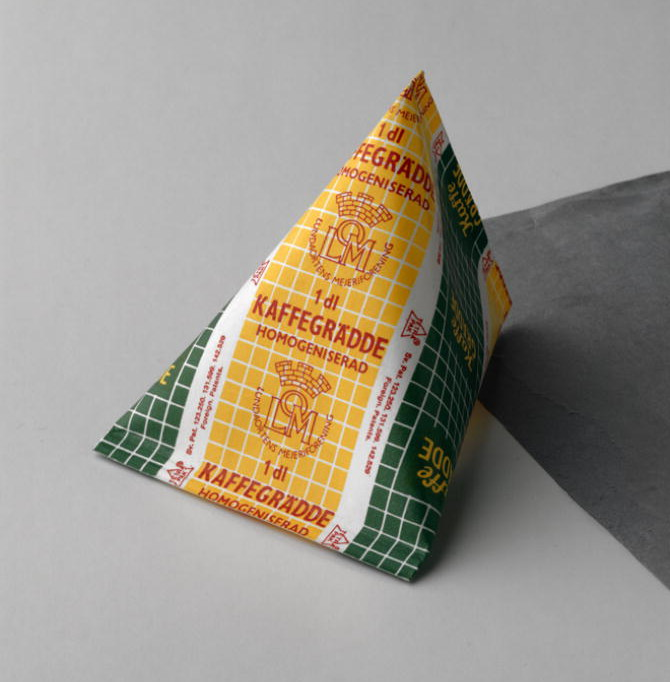
Mit Patentnummern bedruckter Tetraeder von Tetra Pak

1943 war es dem jungen Chemiker Erik Wallenberg, dem Ingenieur Harry Järund und dem Verkaufsleiter Erik Torudd gelungen, eine völlig neue Verpackung für Milch zu entwickeln – eine Kartonverpackung in der Form eines Tetraeders. Ideengeber dafür war der Schwede Ruben Rausing, in dessen Unternehmen die drei zu jener Zeit arbeiteten. Dabei sollten die Form des Tetraeders und die Technik entscheidend für die Entwicklung des Unternehmens werden, denn Rausing und Wallenberg hatten eine neue Beschichtung von Papier mit Kunststoffen und eine spezielle Technik zur Versiegelung entwickelt, die die Beschaffenheit der zu verpackenden Flüssigkeit berücksichtigt. Am 18. Mai 1951 kam diese neue Verpackungsform auf den Markt. Je nach Produkt und Hersteller sind diese Kartonverpackungen unterschiedlich beschichtet.
Der Name des Unternehmens rührt von der ursprünglichen Tetraeder-Form her, die die Packung früher herstellungsbedingt annahm: Ein bereits befüllter Kartonschlauch wird jeweils um 90 Grad verdreht abgeklemmt, verschweisst und abgeschnitten. Die Form und der Verschluss der Verpackung wurden seither verändert. Inzwischen werden Tetra-Pak-Getränkekartons für Milch, Fruchtsaftgetränke und auch Tafelwein in Form eines kompakten Quaders angeboten. Diese sogenannten Tetra-Brik-Verpackungen in der Form eines Ziegelsteins (brick = engl. für Ziegel) waren bis 1998 mit einer Perforation an einer der gefalzten Ecken des Kartons versehen. Nach Anheben der perforierten Ecke konnte die Verpackung durch Knicken an der Perforation geöffnet werden. Diese in den Karton integrierte Öffnung wurde seit 1998 durch wiederverschliessbare Öffnungen mit Kunststoffverschlüssen aus Polyethylen unter den Bezeichnungen «ReCap», «SimplyPull» und «SimplyTwist» ersetzt. Tetra Pak bietet unter der Bezeichnung «Tetra Top» ausserdem Schraubverschlüsse an, bei denen die gesamte Verpackungsoberseite aus Polyethylen besteht. Gleichzeitig wurden die Verpackungen mancher Produkte in der traditionellen Ziegelsteinform von Tetra-Brik-Verpackungen mit quadratischer Standfläche abgelöst, die höher sind als die bisherigen Verpackungen und im Kühlschrank deshalb einen grösseren Abstand der Zwischenböden erfordern.

## Firmengründung und Standorte

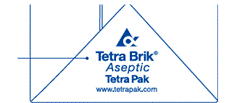
Beispiel für die Kennzeichnung von Verpackungen der Tetra-Pak-Gruppe

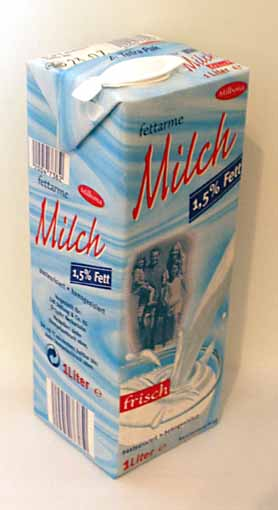
Tetra-Brik-Verpackung mit SimplyPull-Verschluss

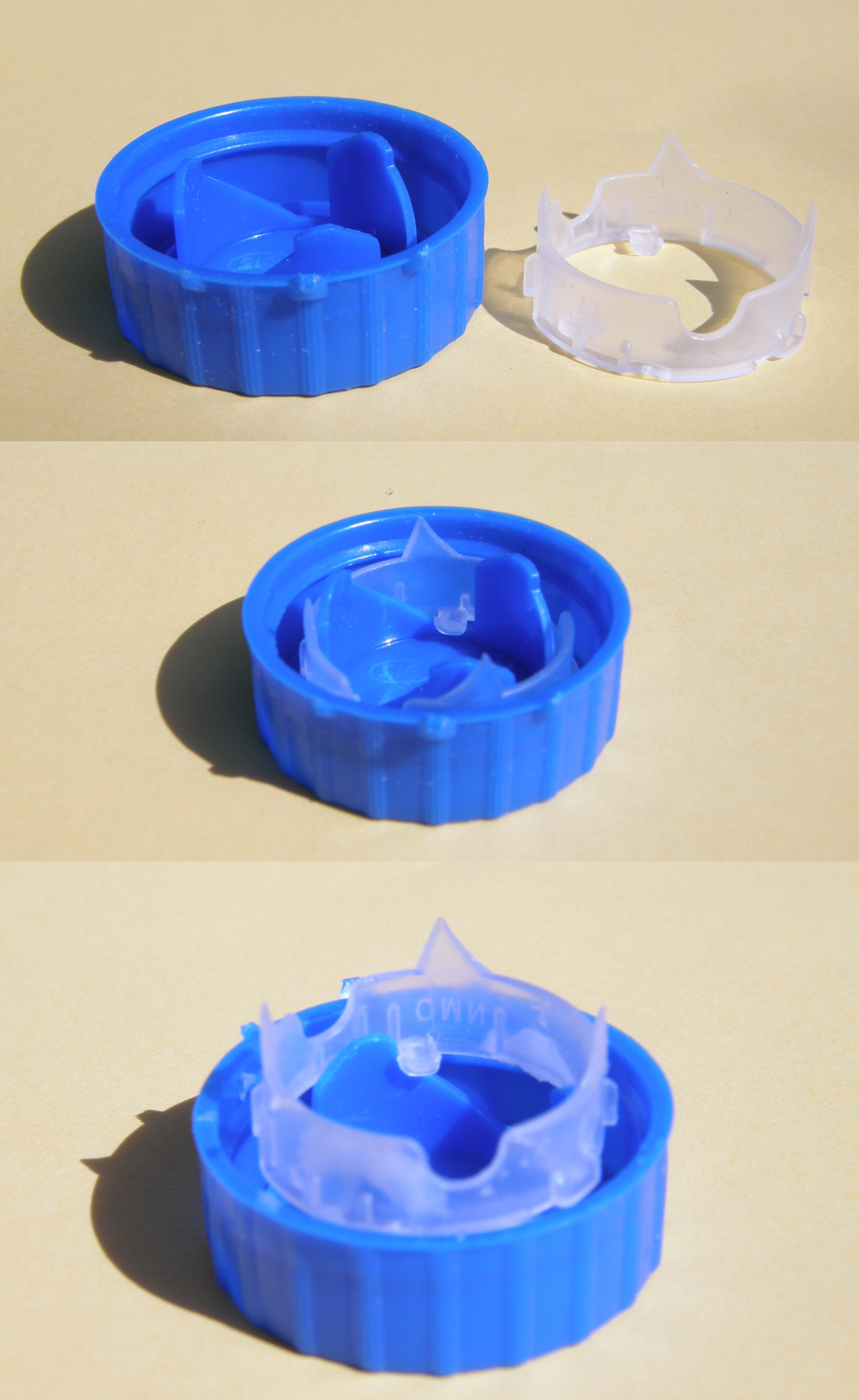
Durchtrennen des Frischesiegels und der Frischefolie beim Öffnen mit dem Schraubverschluss

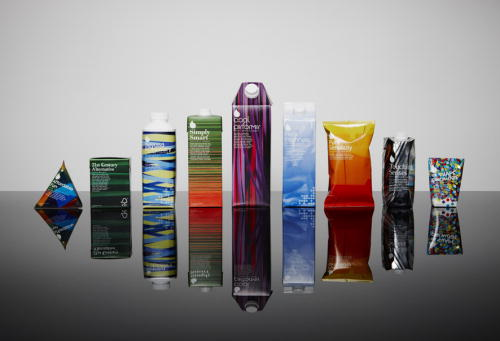
Verschiedene Formen von Tetra-Pak-Verpackungen

1951 wurde das Vorgängerunternehmen Åkerlund & Rausing aufgekauft. Es wurde von Erik Wallenberg und Ruben Rausing gegründet und hat seinen Sitz in Lund, Schweden.
Tetra Pak Deutschland hat seit 1965 seinen Sitz in Hochheim am Main mit der Dachgesellschaft Tetra Pak GmbH & Co. KG und der Tetra Pak Management GmbH. Produktionsstätten entstanden 1969 in Limburg an der Lahn und 1981 in Berlin. Der Standort Berlin wurde Ende 2013 geschlossen und die Produktion von Milchverpackungen nach Limburg verlegt.
Seit 1973 betreibt das Unternehmen ein eigenes Forschungslabor für Lebensmittelchemie in Stuttgart, das in erster Linie der Qualitätskontrolle dient. Für jeden Standort besteht eine eigene Tochtergesellschaft.
1981 verlegte das Unternehmen seinen Sitz nach Lausanne.

## Die Marke Tetra Pak
Die schwedische Marke «Tetra Pak» geniesst seit 1951 kennzeichenrechtlichen Schutz durch eingetragene Marken. Die erste Wortmarke «Tetra Pak» wurde 1950 in Schweden eingetragen und ist der Name des Unternehmens. Die Gründer des Unternehmens sicherten sich auch die Markenrechte für die im Laufe der Jahre entwickelten Getränkekartons: Tetra Classic, Tetra Brik, Tetra Rex, Tetra Prisma, Tetra Top u. a. Weitere nationale und internationale Markenregistrierungen folgten.
Die Marke Tetra Pak ist zugunsten der Tetra-Pak-Gruppe registriert. In Deutschland geniesst die Wortmarke Tetra Pak seit 1957 Markenschutz. Die Tetra-Pak-Gruppe schützt nicht nur ihre Wortmarken, sondern auch das Erscheinungsbild ihrer Verpackungen durch dreidimensionale Marken und Geschmacksmuster. Ausserdem sind auch ihre Logos und andere Marken weltweit geschützt.
Insgesamt gehören der Gruppe 70 verschiedene Markenfamilien, und ihr Markenportfolio umfasst weltweit über 12'000 Markeneintragungen. Der vom Unternehmen gebrauchte Slogan «Schützt was gut ist» wurde vom Bundespatentgericht im Jahr 2010 als schutzfähig befunden. Der Slogan wird weltweit auf den Tetra-Pak-Verpackungen verwendet.
Tetra Pak war von 1993 bis 1996 Trikotsponsor des Fußball-Bundesligisten Eintracht Frankfurt.

## Kerngeschäft H-Milch

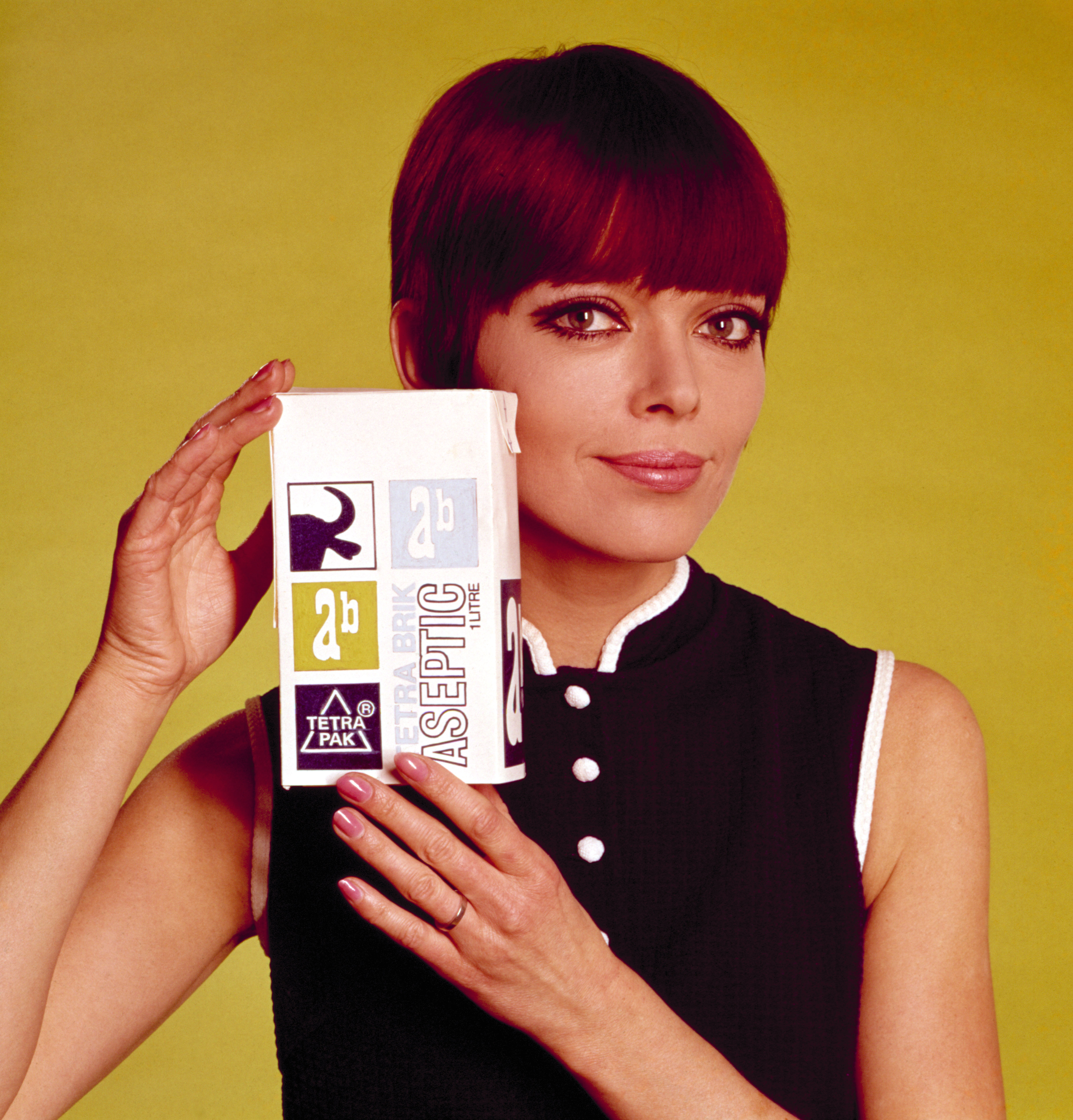
Werbung für Tetra Brik Aseptic-Milchpackung in den 1960er Jahren

Mit der Vorstellung der ersten Verpackungsanlage für die aseptische Abfüllung keimfreier Milch 1961 in der Schweiz gelang Tetra Pak der Durchbruch in Europa. Veränderte Lebensgewohnheiten hatten den Bedarf nach länger haltbarer H-Milch (in der Schweiz: UHT-Milch) neben den üblichen pasteurisierten Produkten ansteigen lassen, sodass eine stetig wachsende Produktion in der ganzen Welt vorgezeichnet war.

### Alternativkonzept Schlauchverpackung
Ohne dauerhaften Erfolg versuchten Molkereien zwischen 1960 und den 1990er Jahren Schlauchverpackungen für Frischmilch zu etablieren. Diese Alternative zum Getränkekarton hat sich bei den Konsumenten nicht durchgesetzt, da Schläuche weniger praktisch gelagert werden können als Kartonverpackungen. So musste immer ein Plastikbehälter für offene Schläuche bereitgehalten werden, auch ein Verschluss war nicht vorgesehen. Kritiker betonen allerdings die geringere Umweltbelastung durch Schlauchverpackungen, die aus reinem Kunststoff bestehen und leichter zu recyclen sind als mehrschichtige Verpackungsmaterialien wie Getränkekartons.

## Kinderfruchtsäfte, Milch und Sahne
Mitte der 1960er Jahre lernte die bundesdeutsche Bevölkerung den Tetra-Pak-Karton in seiner namensgebenden Tetraeder-Form («Tetra Classic») für Sunkist-Fruchtsaftgetränke kennen, deren Produktion am 26. Mai 1964 begann. Die Form sollte einen sicheren Stand ermöglichen, das vorgefertigte Perforierungsloch und der Trinkhalm ein tropfenfreies Trinken. Daneben gab es auch noch die ebenfalls tetraederförmige 0,5-l-H-Milch-Packung für den Haushalt.
In der DDR gab es jahrzehntelang sowohl Milchgetränke für Schulkinder als auch Kaffeesahne (Kondensmilch) in tetraederförmigen Verpackungen der ursprünglichen Abfülltechnologie. Dazu gab es stapelbare sechseckige Plastikkästen, da sich die Tetraeder nicht in quaderförmigen Kisten stapeln lassen.

### Alternativkonzept Folienbeutel
Durch eine aufwendige Werbekampagne wurde ab 1969 mit dem Fruchtsaftgetränk Capri-Sonne auch seine schlauchähnliche Folienbeutel-Verpackung populär. Um den Nachteil der Schlauchverpackung zu kompensieren, hatte man einen Stützfalz eingearbeitet, der zusammen mit der Verbundkonstruktion Aluminium + Thermoplast-Folie einen einigermassen sicheren Stand gewährleistete.

## Weitere Entwicklung
Weltweit verkaufte Tetra Pak im Jahr 2002 ungefähr 98 Milliarden Verpackungen für 56 Milliarden Liter abgefüllte Produkte und erzielte damit einen Umsatz von fast 7,5 Milliarden Euro.
2003 besass das Unternehmen in 165 Ländern Niederlassungen mit insgesamt fast 21.000 Mitarbeitern. Allein 62 % des Umsatzes entfielen auf den Milchsektor, in dem der Konzern einen Marktanteil von 85 % hat.
In Deutschland wurde das Verpackungsunternehmen dank einer erfolgreichen Werbekampagne mit dem Slogan «Tetra Pak – Irgendwie clever!» auch beim Endverbraucher bekannt.
Im Jahr 2004 konzentrierte sich die Werbeaussage besonders auf die Lichtundurchlässigkeit und damit den entscheidenden Vorteil gegenüber Glas und Folienverpackungen in Bezug auf die Haltbarkeit, aber auch auf den Erhalt der Vitamine in Milch und Fruchtsäften.
Änderungen an der Verpackung hat es im Laufe der Zeit häufig gegeben. Zur Einführung wurden zumeist gefaltete Laschen verwendet, die hochgeklappt werden müssen. Für rechteckige Kartons wurde dann auch die Giebelfaltung verwendet. Seit einigen Jahren werden verstärkt wiederverschliessbare Ausgüsse bzw. Drehverschlüsse verwendet.

## Erweiterung der Produktpalette

Aufbau des Tetra Brik Aseptic

Nachdem im Laufe der Jahre alle möglichen Endprodukte vom Apfelmus bis zum Zitrussaft auch im Tetra-Pak-Getränkekarton angeboten wurden, legte der Konzern grossen Wert darauf, auch für Lebensmittel, die lange Zeit der Konservendose vorbehalten waren, beschichtete Kartonverpackungen («Tetra Recart») anbieten zu können. So sind Verpackungen für Gemüseprodukte nun ein zusätzliches Marktsegment. Ein bekannter Abnehmer ist die Firma Bonduelle.

## Einordnung
Tetra Pak ist heute Marktführer bei Karton-Getränkeverpackungen und hat z. B. bei H-Milch-Verpackungen einen Marktanteil von 82 %. Für Getränkeverpackungen ist das meistverkaufte Produkt des Unternehmens die so genannte Tetra-Brik-Verpackung, die umgangssprachlich üblicherweise Tetra-Pak oder Tetrapak genannt wird. Es handelt sich um eine quaderförmige Verpackung, in der flüssige oder niederviskose Nahrungsmittel transportiert und verkauft werden. Sie besteht aus mit Kunststofffolie und je nach Anwendung auch mit Aluminiumfolie beschichtetem Karton. Die Plastikfolie verhindert, dass der Karton durchweicht und dass das Aluminium von sauren Flüssigkeiten wie etwa Fruchtsaft angegriffen wird. Die Aluminiumfolie sorgt dabei dafür, dass der Karton licht- und sauerstoffundurchlässig wird.
Die Tetra-Brik-Verpackung wurde im Jahre 1989 in mehreren Staaten patentiert. Die Schutzfrist lief am 24. August 2008 aus. Seither können andere Unternehmen diese Getränkeverpackung kopieren.

## Umweltverträglichkeit
Die Verwendung von Verbundmaterialien ist unter Umweltgesichtspunkten umstritten. Tetra Pak wirbt offensiv mit Umweltaspekten der Getränkekartons (nachhaltiges Holz, geringes Gewicht), obwohl es kaum tragfähige Zahlen gibt, inwieweit die Abfälle tatsächlich wiederverwertet werden. Daneben gab es 2005 einen Skandal um Getränkekartons, unter anderem von Tetra Pak, die durch das Bedrucken mit der Chemikalie ITX belastet waren. Um eine nachhaltige Forstwirtschaft zu garantieren, wird auf das FSC-Label zurückgegriffen.

## Der Tetra-Laval-Konzern
1993 schloss sich Tetra Pak mit Alfa Laval zur Tetra-Laval-Gruppe zusammen. Das Angebot des Konzerns umfasst seither auch verschiedene Verarbeitungsanlagen sowie Ausrüstungen, Zubehör und Service für milchwirtschaftliche Betriebe. Ein Teil des Unternehmens Alfa Laval wird als Tochtergesellschaft der Tetra-Laval-Gruppe unter dem Namen DeLaval fortgeführt, der verbleibende Teil wurde 2000 veräussert und ist heute ein unabhängiger börsennotierter Konzern. Zur Tetra-Laval-Gruppe gehört seit 2003 auch der Hersteller von PET-Flaschen Sidel. Das Unternehmen Tetra Pak ist in die Bereiche Packaging (Abfüllsysteme) und Processing (Verarbeitungssysteme) untergliedert. Alfa Laval ist als Komponentenlieferant wieder eigenständig.
Der Name Alfa Laval bezieht sich auf den Firmengründer Gustav de Laval; das Alfa ist nur noch Bestandteil des Logos.